# Litoria lorica
Litoria lorica és una espècie de granota que viu a Austràlia (nord-est de Queensland).